# Mary Short
Mary Angela Short, född Mary Short 1802, död 5 april 1849 i Lucknow, var en kunglig gemål av Oudh, gift med kung Haydar I Ghazi av Oudh.
Mary Short föddes i Indien som Mary Short, dotter till den brittiska läkaren James Short och hans armeniska hustru Mary Carrapiet eller Minas, och syster till John och Eliza, som uppgavs ha psykiska problem. Hennes far övergav familjen och återvände till England 1807, där han avled. Hon växte upp i Agra under ansträngda ekonomiska förhållanden. 
Mary Short rymde 1822 med kung Haydar I Ghazi. Paret gifte sig, och hon konverterade till islam och fick namnet Nawab Sultan Mariam Begum Sahiba. Hon var kungens favorithustru och mottog titeln Padshah Begum, som av britterna brukade översättas till drottning. Hon stannade i det kungliga haremet till sin makes död 1827. Hennes make lät uppföra ett europeiskt palats för henne, Vilayati Bagh.
När hon blev änka 1827 efterträddes hennes make av hennes styvson. Mary Short lämnade då det kungliga haremet och konverterade till katolicismen. Hon avled i tuberkulos. 